# Gomphidia kelloggi
Gomphidia kelloggi är en trollsländeart som beskrevs av James George Needham 1930. Gomphidia kelloggi ingår i släktet Gomphidia och familjen flodtrollsländor. IUCN kategoriserar arten globalt som starkt hotad. Inga underarter finns listade i Catalogue of Life.